# ヤシャゲンゴロウ
ヤシャゲンゴロウ（夜叉源五郎、学名：Acilius kishii Nakane）は、コウチュウ目ゲンゴロウ科メススジゲンゴロウ属に分類される昆虫の1種。

## 分布
日本の福井県南条郡南越前町（旧：今庄町）の夜叉ヶ池のみで分布が確認されている固有種である。

## 特徴
体長は14.5-16.0 mm。メススジゲンゴロウときわめて近縁で、亜種として記載されていたこともあったが、1985年に独立種とされた。メススジゲンゴロウとは、雌の上翅の条溝が浅く不明瞭で毛が密生していない点で区別される。オスはメススジゲンゴロウとほとんど区別がつかない。飛んでいる姿は確認されておらず、生息域の移動の可能性が少ないと考えられている。イモリが天敵であるが、幼虫である時期がモリアオガエルのオタマジャクシの時期と重なり、減少が抑えられ生態系のバランスが保たれている。晴れた日には活発に池を泳ぎ回っている。

## 生活史
5月下旬-7月初旬に朽木に産卵する。約10日で孵化し、幼虫は2回の脱皮の後、約20日で岸辺の砂地に繭を作り蛹になる。その後約8日で羽化し成虫となり、冬に雪で覆われ池の底の落葉に身を寄せて越冬する。一生を通して肉食で、幼虫はミジンコ類などを餌とし、成虫は夜叉ヶ池に生息しているモリアオガエル、クロサンショウウオのオタマジャクシやトンボのヤゴ類などを餌とする。

## 保全状況評価
絶滅危惧IB類 (EN)（環境省レッドリスト）

環境省によるレッドリストの絶滅危惧IB類（EN）、および福井県によるレッドリスト絶滅危惧I類（CRまたはEN）の指定を受けている。種の保存法にて、国内希少野生動植物種に指定されている。
夜叉ヶ池は周辺から数か所から湧き水が流入し、年間ほぼ同じ水量を保っている。夜叉ヶ池の水質が良く低温であり、餌となる小動物が豊富に生息していることなどが生息条件となっている。夜叉ヶ池では個体数は多いものの、生息地が非常に限定的であるため希少性が高い。岐阜県の揖斐川町と福井県の南越前町の両側から山岳道路と登山道の整備により登山者と観光客の往来が増えて、生息地が汚染されつつあり絶滅が危惧されている。

## 個体数の推移
近畿中国森林管理局福井森林管理署による調査により、以下のように個体数が推定されている。
- 1995年 - 約1,020匹
- 2007年 - 約190匹
- 2008年 - 約550匹

また福井大学でも2004年度から生息数の調査が行われた。餌となるミジンコの個体数の調査も行われた。
- 2006年 - 100から数百匹

## 保護増殖活動
2005年（平成17年）12月16日に農林水産省と環境省が「ヤシャゲンゴロウ保護増殖事業計画」を発表した。2006年（平成18年）6月22日に、福井県の麓の地区で「ヤシャゲンゴロウを育てる会」が発足した。希少生物ヤシャゲンゴロウの飼育・人工繁殖を実施、飼育場を利用した環境教育を実施している。

## 関連画像

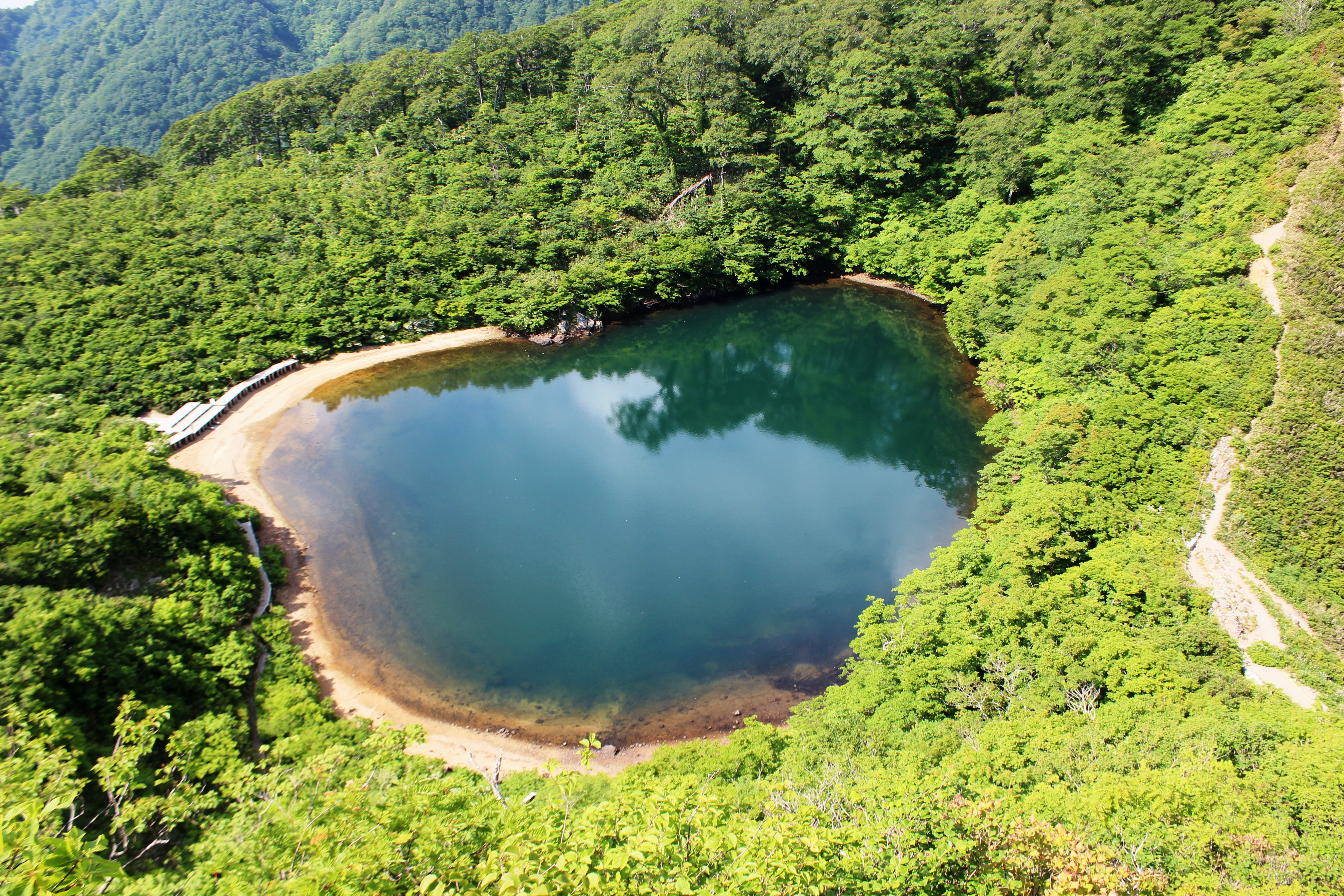
西方の夜叉ヶ池山の尾根から望む夜叉ヶ池
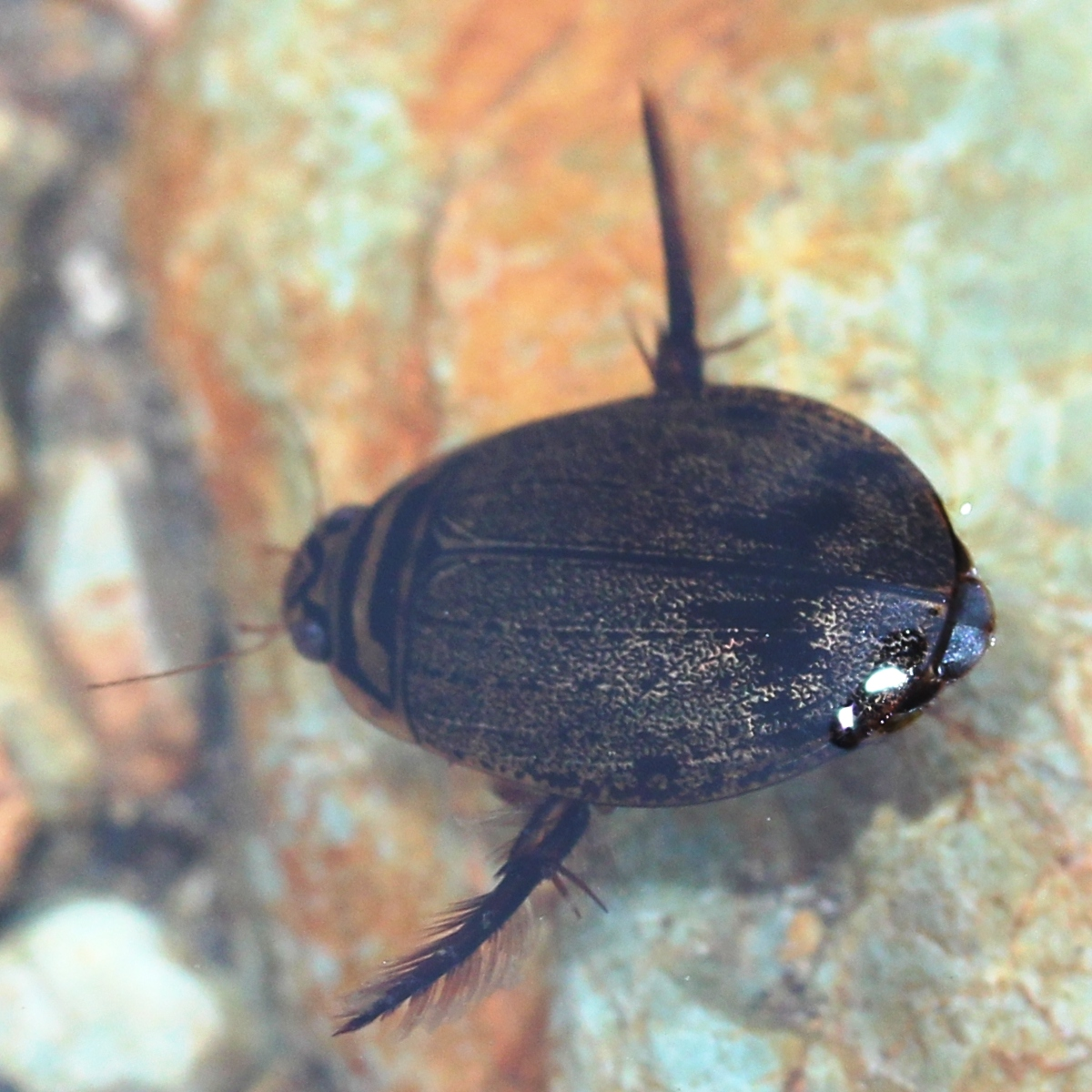
夜叉ヶ池の中を泳ぎ回るヤシャゲンゴロウ
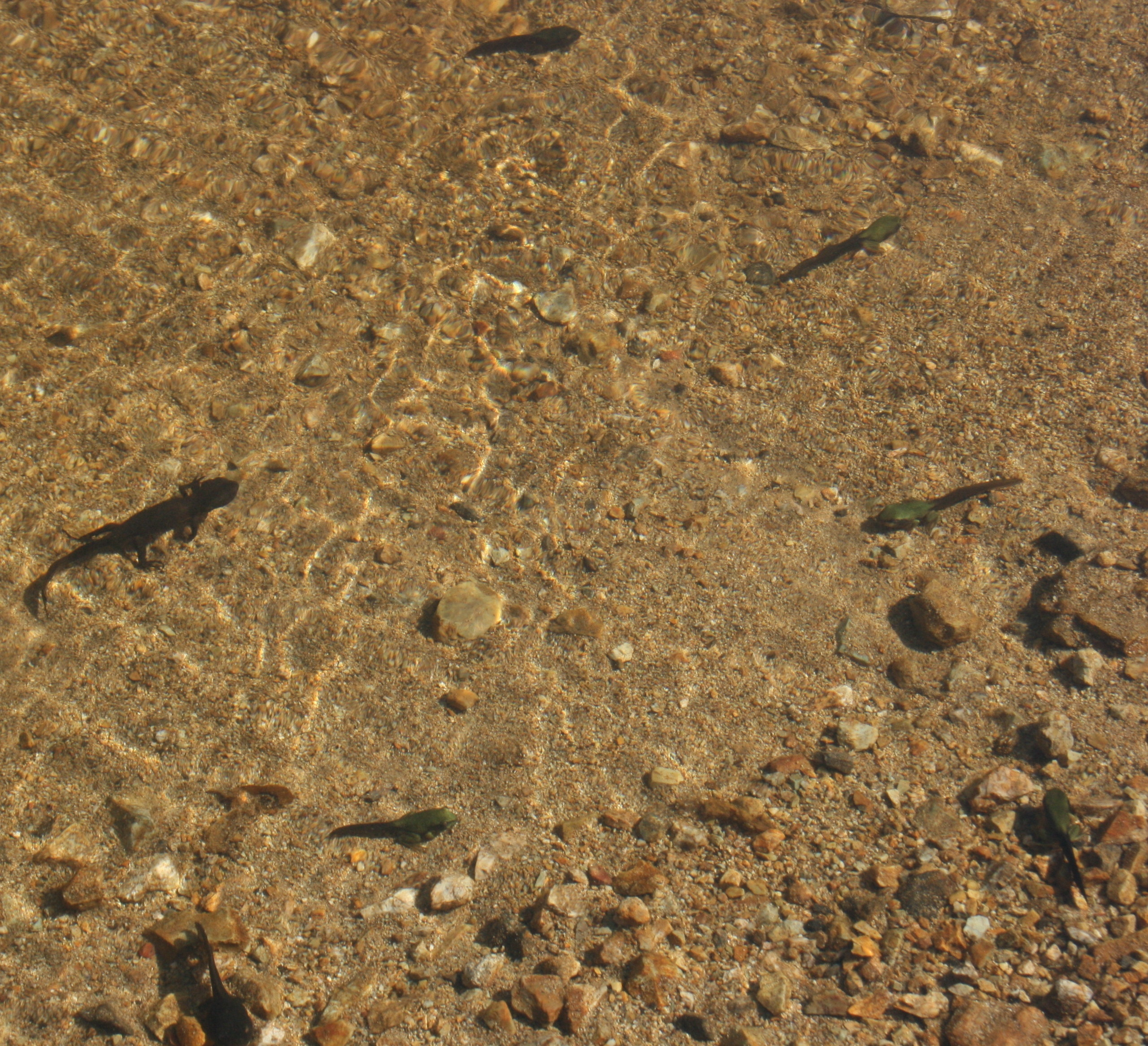
夜叉ヶ池で共存するアカハライモリとモリアオガエルのオタマジャクシ